# 스나이더 총

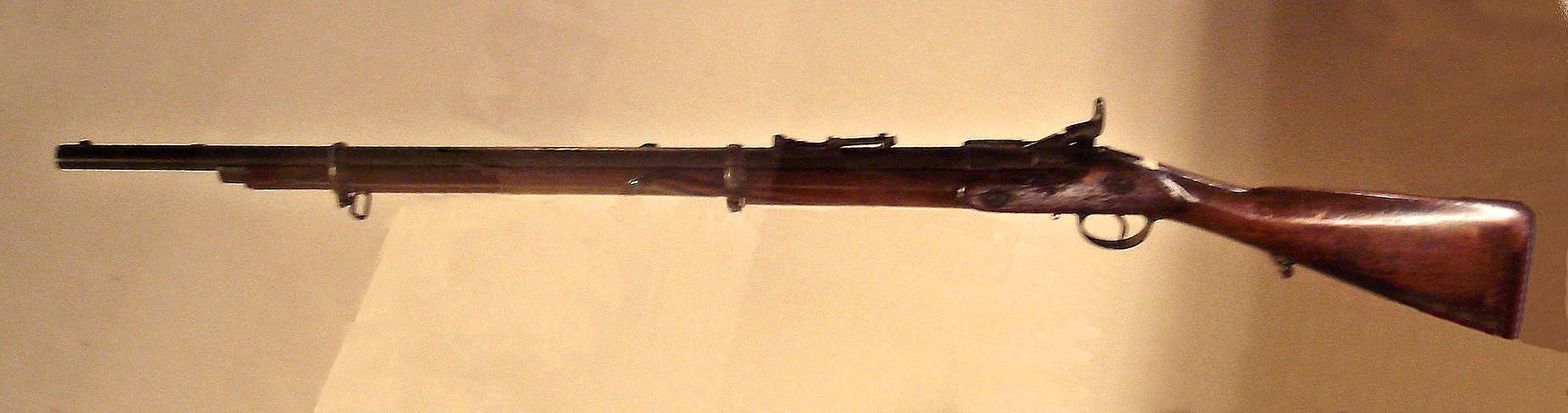
보신 전쟁(1868~69년) 때 일본에서 사용된 스나이더 총

스나이더 총(스나이더 엔필드 라이플 : Snider-Enfield)는 영국의 엔필드 조병창(RSAF)가 전 세대에 주력으로 생산한 전장식의 라이플인 1853년형 엔필드 강선머스킷을 후장식으로 개조한 총이다. 영국에서는 일반적으로 원형총의 기관부를 개조한 설계자인 야곱 스나이더의 이름을 따서 '스나이더'라 불렸고 일본에서는 네덜란드어 발음으로 읽혀 '스나이돌'이라 불렸다.
오늘날에는 거의 모든 탄약의 표준형이 된 센터파이어 방식의 실탄에 사용된 복서형의 신관의 원형이 된 구경 14.7mm의 복서 파트론탄(복서 카트릿지: .577 Snider)을 사용했다.
1866년 영국 육군이 제식 채용하였고 이후 영국의 식민지령과 영향권의 국가에서 사용되었으며 일본육군에서는 현대화된 군대의 초창기에 대량으로 사용되면서 30년식 보병총이 제식화되기전까지 주력으로 사용되었고 후비군(예비군)에서는 태평양 전쟁에까지 예비물자로 사용될 정도로 수명이 긴 소총이다.

## 구조와 특색
스나이더 총은 전장식 엔필드 강선 머스킷의 총신후부를 절단하여 미국의 제이콥 스나이더(야곱 스나이더)가 고안한 우(右)개방식의 접철식 기관부를 연결하는 식으로 개조된 것이 특징이다. 이는 총기사적으로 전장식과 후장식의 중간에 위치하는 과도기적인 구조로 동시기 미국이나 프랑스에서 이루어진 전장식총의 후장 개조에서도 유사하게 적용된 방식이기도 하다.
이런 우개방식 접철 기관부는 실탄을 우측으로 열린 기관부 안에 밀어넣는 방식이기 때문에 사격후에 기관부를 열고 탄피를 손으로 꺼내거나 총을 뒤집어 탄피를 떨구는 식으로 사격과 재장전이 이루어진다. 이는 스프링필드 개조 라이플등에서 사용된 전방개폐식(Albini-Braendlin_rifle)과는 구조적으로 커다란 구분점이 되는 식별점이기도 하다.
엔필드 강선 머스킷을 스나이더 라이플로의 개조시의 비용은 그냥 생산할때에 비해 1/3 정도의 비용이 드는 것으로 알려져 있으며 엔필드 강선 머스킷을 대량으로 사들여 사용하던 일본의 개조 비용은 1878년 기준으로 3엔 30전(현대로 치면 25만원에서 30만원 사이)이었다고 한다.

### 메카니즘
스나이더총의 구조는 원형인 엔필드 전장 라이플을 유용했기 때문에 원래 장비된 뇌관 격발용의 사이드 햄머식 격발기를 그대로 사용한다.
때문에 개조된 부분은 엔필드 전장 라이플의 총신 후부를 제외하고는 거의 달라지지 않았다.
기본적으로 절단된 총신 후부에 추가되는 브릿지 로딩 방식의 기관부를 집어넣어 나사로 고정하는 식이기 때문에 사격시 이렇게 연결된 기관부를 열고 탄약의 장전과 배출이 이루어진다.
이는 비슷한 시기 열강 각국의 전장식 총의 후장식으로 개조 방법중에서 가장 간단하면서도 연결된 기관부가 날아갈 염려가 가장 적었다고 한다.
하지만 개조 이후 일체형의 탄피를 사용한 후장식에서는 전장식에 비해 불발시의 대처가 쉬워진 대신 발사후에 팽창하는 탄피가 총신 안쪽에 들러붙는 새로운 문제가 생겼다.
때문에 스나이더 총의 기관부에서는 개방상태로 한 브릿지를 뒤로 당기면 총신 후미의 익스트렉터(탄피의 림부분에 걸리는 돌기에 연결된 기구)가 동시에 후퇴하면서 탄피를 끌어내는 방식의 개조도 함께 이루어졌다.

### 탄약
스나이더총에 사용된 복서 파트론(.557 Snider)은 복서식 신관을 사용하는데 흑색화약이 채워진 금속제의 탄피의 기저부에 신관이 끼워지는 형태의 구조로 이루어져 있다. 이 신관을 격침으로 치면 점화되어 장약의 연소와 폭발로 이어지는 신관과 탄피가 일체화 되는 방식으로 동시기 다른 열강들이 사용한 종이 탄피(드라이제 총과 샤스포 총에 사용된)처럼 격침이 탄피 안쪽까지 뚫고 갈 필요가 없고 격침이 발사 가스에 노출될 위험도 없었다. 거기에 종이 탄피의 경우처럼 총신 후부가 발사 가스에 노출되어 약실이 확장되는 문제 또한 막을 수 있다는 강점도 있었다.